# Bougainvillia platygaster
Bougainvillia platygaster is een hydroïdpoliep uit de familie Bougainvilliidae. De poliep komt uit het geslacht Bougainvillia. Bougainvillia platygaster werd in 1879 voor het eerst wetenschappelijk beschreven door Haeckel. 